# Султанівка
Султанівка — історичний житловий район міста Дніпро. Знаходиться в Нижньодніпровському районі на північ від залізниці зі станцією Нижньодніпровськ та на захід від Новомосковського шляху (сучасний Слобожанський проспект).

## Історія
Султанівка заснована у 1896 році як поселення для робітників заводів Гантке, Шодуар та вагонних майстерень (тепер Дніпровський вагоноремонтний завод).
Через Султанівку проходила дорога на Новомосковськ, так звана Старий шлях, тепер Самарчуцька вулиця. Старий шлях проходив через Ринкову площу, — головну площу Султанівки, де була збудована 1902 року Трьохсвятительський православний храм.
У Султанівці народився і провів юність повстанець Іван Подгорний-Полин
У 1910—1920-х роках будуються 2-х поверхові житлові квартали колоній заводу Гантке за сучасними вулицями Чикаленка, Новоселівською та Старозаводською.
1921 року перейменовано на честь секретаря підпільного Донецько-Криворізького обласного комітету КП(б)У Володимира Клочка, розстріляного військами УНР у грудні 1918 року.
У 1930-х роках через індустріалізацію виникає велика потреба у новому житлі для робітників Нижньодніпровського трубопрокатного заводу імені Карла Лібнехта. Султанівка просувається на території Кучугурів, — великою за площею місцевістю на північ та схід від Султанівки, що була вкрита пісками. Тут будується робітничий селище — «Соцгород», — Червоний Металіст. Головними вулицями якого стали Новомосковський шлях, Калинова вулиця, Путиловська, Артеківська, Решетилівська, Тверська та інші. Кучугури згодом продовжили забудовуватися великим районом п'ятиповерхівок вздовж вулиці Косіора та на сході Калинової вулиці.
Також з 1930-х та у 1950-х роках на північ від сучасної вулиці Калинова та Червоного Металісту забудовується північне розширення Султанівки, — Нове Клочко (Нова Султанівка). У кінці 1970-х років на вільній території на захід від Нового Клочко розбудовано житловий масив Клочко-6.
У зв'язку з декомунізацією у грудні 2015 року назву селища ім. Клочко було вирішено замінити на Калиновське, за вулицею Калинова.
У Старій Султанівці поступово одноповерхові приватні садиби змінюються на багатоповерхові, багатоквартирні будинки.

## Будівлі
- Ринкова площа Султанівки з Трьохсвятительською церквою (зведена 1902 року), Юридична вулиця, 1
- Середня школа № 8, Прапорна вулиця, 23
- Дніпровська державна фінансова академія, вулиця Євгена Чикаленка, 12
- Амур-Нижньодніпровський районний суд, Новоселівська вулиця, 9
- ОВІР Нижньодніпровського району, Новоселівська вулиця, 21
- Дніпропетровський апеляційний адміністративний суд, Слобожанський проспект, 29
- Руїни колишнього гіганта радянської торгівлі — «Будинку торгівлі», Слобожанський проспект, 51